# Остраудерфен
Остраудерфен (њем. Ostrhauderfehn) општина је у њемачкој савезној држави Доња Саксонија. Једно је од 19 општинских средишта округа Лер. Према процјени из 2010. у општини је живјело 10.606 становника. Посједује регионалну шифру (AGS) 3457017.

## Географски и демографски подаци
Остраудерфен се налази у савезној држави Доња Саксонија у округу Лер. Општина се налази на надморској висини од 3 метра. Површина општине износи 51,0 km². У самом мјесту је, према процјени из 2010. године, живјело 10.606 становника. Просјечна густина становништва износи 208 становника/km².